# Senostoma nigrospiraculum
Senostoma nigrospiraculum är en tvåvingeart som beskrevs av Barraclough 1992. Senostoma nigrospiraculum ingår i släktet Senostoma och familjen parasitflugor. Inga underarter finns listade i Catalogue of Life.